# Hyperthymesie
Hyperthymésie je syndrom, který u člověka způsobuje vynikající autobiografickou paměť. Trpící touto chorobou si tedy jsou schopni vybavit naprostou většinu událostí ze svých životů. Termín hypethymésie je odvozen z řeckého thymesis (tj. pamatování) a hyper (tj. nadměrný).
Poprvé byl tento stav popsán roku 2006 v žurnálu Neurocase, a to ve článku napsaném kolektivem autorů (Elizabeth Parkerová, Larry Cahill, Dr. Paul Tereja a James McGaught).

## Základní definice
Diagnostická kritéria u osob s hyperthymésií:
- 1) osoba tráví příliš velké množství času přemítáním o své osobní minulosti,
- 2) osoba má neobyčejnou paměťovou kapacitu, je si schopna vybavit konkrétní momenty ze svého osobního života.

## Případy
Doposud bylo zaznamenáno pouhých 25 případů hyperthymésie.[zdroj⁠?!] Nejznámější z nich je A.J. (která později prozradila své jméno: Jill Price). Její případ byl zkoumán vědci z kalifornské univerzity (Elizabeth Parker, Larry Cahill a James McGaught) a byl uznán jako první případ hyperthymésie. Jak se ukázalo, A.J. si může vybavit každý den svého života od svých čtrnácti let: "Začnu 5. února 1980, pamatuji si všechno. Bylo to úterý."